# 193
193 (CXCIII) var ett normalår som började en måndag i den julianska kalendern.

## Händelser

### Januari
- 1 januari – Pertinax utropas till romersk kejsare. På grund av pengabrist i statsfinanserna tvingas Pertinax att avbryta det matunderstödsprogram, som Trajanus har inrättat. Han tvingas också omorganisera finanserna, vilka har havererat under Commodus, och återupprätta disciplinen inom armén. Det senare provocerar fram praetorianernas vrede.

### Mars
- 28 mars – Pertinax mördas av medlemmar ur praetoriangardet, som sedan säljer tronen på auktion till Didius Julianus.

### April
- 9 april – Septimius Severus utropas till romersk kejsare av armén i Illyricum (på Balkan). Innan han inträder i Rom hämnas Septimius Severus Pertinax död genom att avväpna och plundra praetoriangardet. Dessförinnan har gardet besatts av rekryter från Italien, men från och med nu besätts det med soldater från de olika romerska legionerna.

### Juni
- 1 juni – Didius Julianus mördas i sitt palats, varvid Septimius Severus slutligen får makten över Romarriket, efter att året därpå också ha eliminerat Pescennius Niger. Clodius Albinus försöker dock också hävda makten över riket.

### Okänt datum
- Förfalskningsverkstäder börjar dyka upp i hela Romarriket.
- Detta är det sista året i den östkinesiska Handynastins Chuping-era.

## Födda
- Valerianus, romersk kejsare 253–260 (född omkring detta år, 195 eller 200)

## Avlidna
- 28 mars – Publius Helvius Pertinax, romersk kejsare sedan 1 januari detta år (mördad)
- 1 juni – Didius Julianus, romersk kejsare sedan 28 mars detta år (avrättad)
- Cao Song, far till Cao Cao